# Manuel Mamiconi
Manuel Mamiconi (en armeni Մանվել Մամիկոնյան) va ser sparapet (comandant suprem de l'exèrcit) i regent d'Armènia de l'any 378 al 385.
Era fill de Musel I Mamiconi el brau, i va assolir la direcció de la família el 377 o 378 per abdicació del seu parent Vatxè Mamiconi. Faust de Bizanci el menciona a la seva Història d'Armènia, on diu que era fill d'Artaxes i que formava part de la família dels Mamiconis. Sembla però que era germà de Musel I Mamiconi i fill de Vasaces I Mamiconi.
El rei sassànida de Pèrsia Sapor II, el va capturar junt amb el seu germà Koms, i després de la mort de Musel I van ser alliberats potser el 374. El rei li va tornar les seves terres i el va nomenar sparapet. Enfrontat al rei Varasdat d'Armènia i a Simbaci Saharuni, nomenat sparapet al lloc de Musel I, els va derrotar i el rei va fugir a territori romà.
Després de la fugida de Varasdat, Manuel Mamiconi va quedar de fet el 378 com a sobirà d'Armènia sense corona. Manuel però no va voler prescindir del tot de la figura reial i va col·locar al tron a la reina Zarmandukht, vídua de Pap, com a regent nominal dels seus dos fills menors Àrsaces III i Valarxak. Segons Moisès de Khorèn aquesta maniobra la va fer amb el consentiment de l'emperador Teodosi I el gran).
Manuel, per prevenir atacs, va demanar protecció al vell rei persa Sapor II. Va enviar una ambaixada a Ctesifont dirigida per Gardjuil Malkhaz, ambaixada molt ben rebuda pel rei persa que així aconseguia al final de la seva vida l'objectiu pel qual havia anat a la guerra moltes vegades durant els seus 70 anys de regnat. Sapor va enviar al país deu mil cavallers sota la direcció de Suren, amb el títol de governador (marzban). El principat de la Siunia, que havia estat arrabassat pels perses a la dinastia local (el príncep Andok o Antíoc), va ser retornat a l'hereu del darrer príncep, el jove Babik, fill d'Andok, que vivia exiliat a territori romà. Esteve Orbelian diu a més que aquest hereu va ser promocionat amb el mateix rang que Manuel Mamiconi.
L'amistat amb Pèrsia no va durar. Després de Sapor II van seguir altres reis efímers i dèbils: Artaxerxes II (379-383), Sapor III (383-388) i Bahram IV (388-399) que van fer front a la rebel·lió de la noblesa persa. En canvi l'imperi romà estava altre cop unit i fort sota Teodosi I el gran. Faust de Bizanci diu que l'antic renegat Meruzanes Arzeruni, ara aliat de Manuel, l'hauria convençut de què perillava la seva vida, ja que els perses pensaven que es volia passar al bàndol romà. Manuel finalment el va creure i va decidir avançar-se fent massacrar a la guarnició persa. Suren va poder escapar amb uns pocs soldats.
Llavors Pèrsia va enviar algunes expedicions, però Manuel les va rebutjar amb facilitat. Segons Faust de Bizanci, durant set anys (probablement devien ser menys) els perses no van poder trepitjar Armènia. Meruzanes Arzeruni, que en realitat seguia fidel a Pèrsia i al mazdeisme, va fugir a la cort sassànida i va convèncer el rei d'enviar una nova expedició de la que va demanar el comandament. Aquesta expedició va trobar a les tropes de Manuel al Bagrevand. En la batalla va morir Merujan. Segons Faust de Bizanci va morir de la mà de Babik de Sinuia, que hauria estat restaurat als seus dominis no el 378 o 379 per Sapor II, sinó cap a l'any 381 per Manuel, i ara era un lleial aliat de Manuel Mamiconi.
Potser el 384 el jove Àrsaces III es va casar a Karin (Erzurum) amb Bardanduct, filla de Manuel Mamiconi. Valarxak, son germà, es va casar amb una filla d'Isaac Bagratuní, el comandant de la cavalleria, posa-corones, i senyor d'Ispir (Sper). Poc després Manuel va proclamar rei a Àrsaces III i amb Valarxak com a rei associat (rei segon). Se suposa que Àrsaces va governar amb seu a Dvin i Valarxak a Erez (Erzindjan) és a dir que governaven respectivament l'Armènia i la Petita Armènia.
Manuel va morir poc després a la cimera del seu poder, probablement el 385. Uns mesos després va morir Valarxak (386), i va restar sol Àrsaces III sense l'edat ni la força per dirigir el país.